# 줄 (프로게이머)
줄(본명: 강동수, 2000년 12월 30일 ~ )는 대한민국의 리그 오브 레전드 프로게이머로 아이디는 Jool이다. 포지션은 미드라이너이며 현재 DWG KIA 소속이다.

## 선수 생활
2019년 11월 19일, CK의 팀 ESC에 입단하면서 커리어를 시작했다. 스프링 시즌은 주전 경쟁에서 밀려 1경기도 출전하지 못했다. 하지만 팀이 승격에 실패한 이후 주전을 차지했던 단청이 팀을 나오자 서머 시즌에는 주전 미드라이너로 활동했다.
2021 시즌 스토브 리그 기간 동안 DWG KIA에 입단했다.

## 소속팀
| # | 팀명    | 소속 기간               | 소속 리그 | 비고 |
| - | ------- | ----------------------- | --------- | ---- |
| 1 | 팀 ESC  | 2019.11.19 ~ 2020.11.18 | CK        |      |
| 2 | DWG KIA | 2020.12.17 ~            | LCK       |      |

## 수상 내역
- 리그 오브 레전드 챌린저스 코리아 스프링 2020 우승